# Suore dell'Immacolata Concezione della Beata Vergine Maria

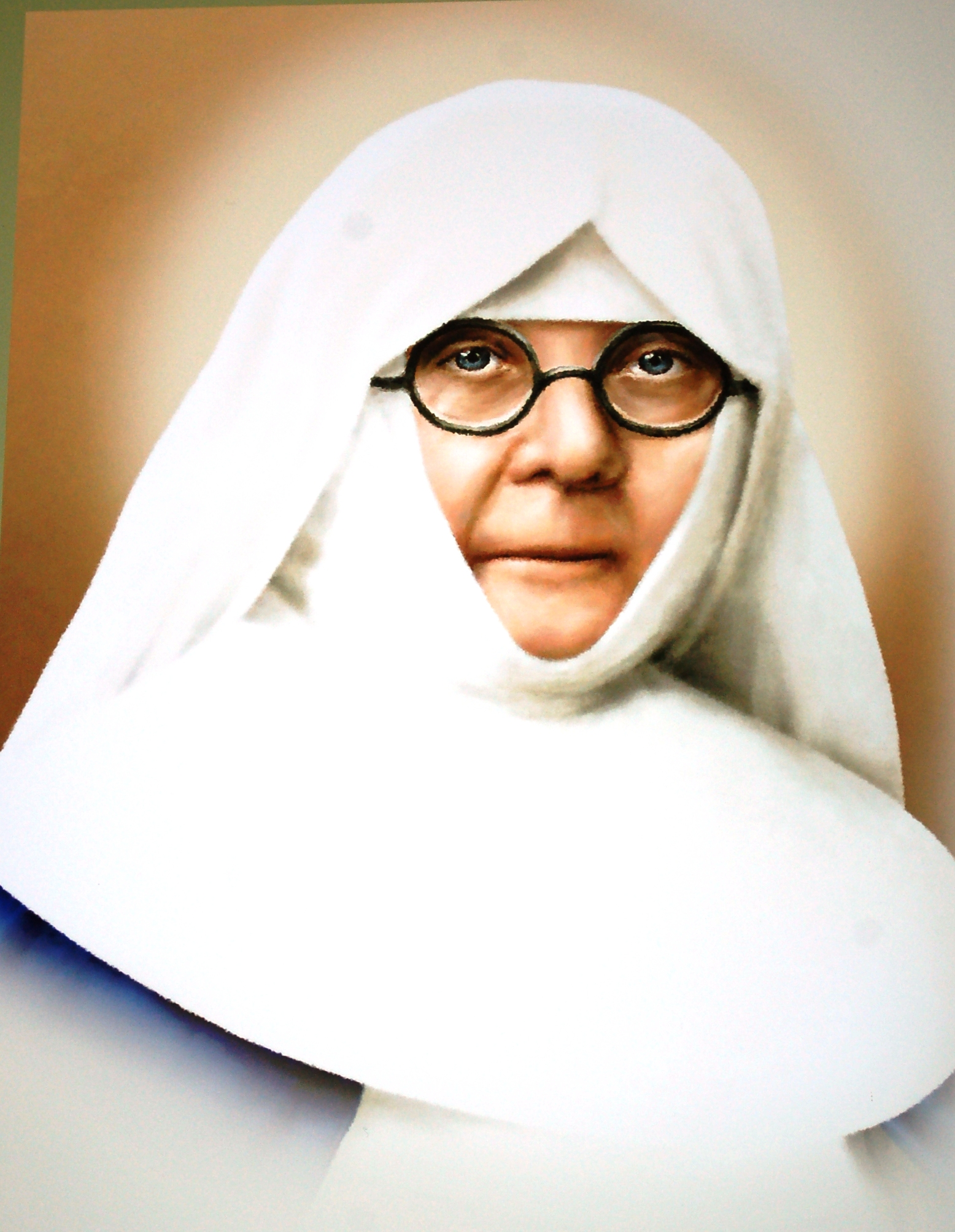
Marcelina Darowska

Le Suore dell'Immacolata Concezione della Beata Vergine Maria (in polacco Siostry Niepokalanego Poczęcia Najświętszej Panny Maryi) sono un istituto religioso femminile di diritto pontificio: i membri di questa congregazione pospongono al loro nome la sigla C.S.I.C.

## Storia
La congregazione venne fondata a Roma il 25 novembre 1857 da Marcelina Darowska (1827-1911) con la collaborazione di Józefa Karska: Hieronim Kajsiewicz, cofondatore dei risurrezionisti, redasse per le suore la prima regola, ispirata a quella della Congregazione della Resurrezione. Il 17 gennaio 1863 papa Pio IX concesse alla fondatrice di trasferire la sede dell'istituto a Jazłowiec, in Polonia (arcidiocesi di Leopoli).
La regola originaria venne rivista nel 1872 dalla Darowska, che mise in evidenza le specificità della congregazione. Pio IX concesse alle Suore dell'Immacolata Concezione il decreto di lode il 22 maggio 1863 e approvò l'istituto il 29 luglio 1874.
La fondatrice è stata beatificata da papa Giovanni Paolo II nel 1996.

## Attività e diffusione
Le Suore dell'Immacolata Concezione si dedicano all'istruzione e all'educazione cristiana della gioventù e alle opere parrocchiali.
Oltre che in Polonia, sono presenti in Bielorussia e Ucraina: la sede generalizia è a Szymanów, in diocesi di Łowicz.
Al 31 dicembre 2005 l'istituto contava 225 religiose in 13 case.